# Обзървър
„Обзървър“ (на английски: The Observer, в превод „Наблюдателят“) е английски вестник, публикуван всяка събота. Заедно с „Гардиън“ заемат либерални позиции.

## История
Първият брой е издаден на 4 декември 1791 г. от У.С. Браун и е първият съботен вестник в света. Обзървър е антиправителствена група в Лондон.
На 24 октомври 2007 г. е обявено, че редакторът Роджър Алтън напуска в края на годината и Джон Милховард ще бъде неговият заместник.

## Редактори
- Едуард Дисей 1870 – 1889
- Хенри Дъф 1889 – 1891
- Ричи Биир 1891 – 1904